# Václav Jón
Václav Jón, född 1903 i Tjeckoslovakien, död 28 december 1966 i Horní Branná, var en tjeckisk vinteridrottare som var aktiv inom längdskidåkning under 1920-talet. Han medverkade vid Olympiska vinterspelen 1924 i längdskidåkning 18 km , där  han kom på tjugotredje plats.